# Adenauerplatz (Berlin)
Der Adenauerplatz liegt im Westen des Berliner Ortsteils Charlottenburg im Bezirk Charlottenburg-Wilmersdorf. Er befindet sich an der Kreuzung des in Ost-West-Richtung verlaufenden Kurfürstendamms und der nach dem Londoner Stadtteil und Charlottenburger Partnerstadt benannten Lewishamstraße in Nord-Richtung und der Brandenburgischen Straße in Süd-Richtung. 

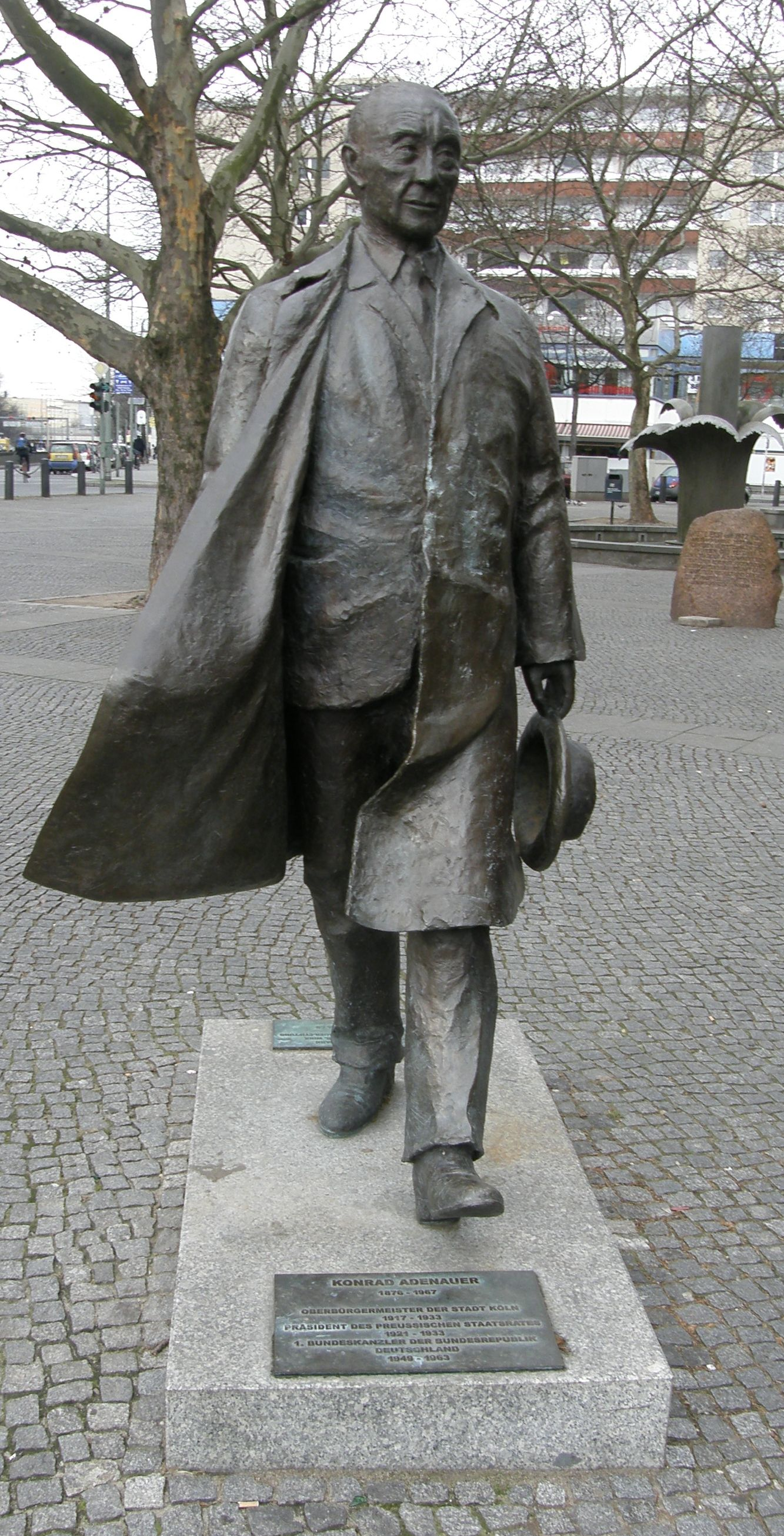
Denkmal für Konrad Adenauer auf dem Adenauerplatz

Durch die Verschwenkung des Nord-Süd-Verkehrs von der Wilmersdorfer Straße auf die neu entstandene Lewishamstraße, die quer zum historischen Straßengitter in nordnordöstlicher Richtung zum Bahnhof Charlottenburg führt, entstand ein kleiner dreieckiger Platz, dessen spitzer Winkel auf den Kurfürstendamm zeigt, und der 1973 nach dem ersten deutschen Bundeskanzler Konrad Adenauer benannt wurde. 1974 wurde der Platz im Zuge des Baus eines Straßentunnels zu seiner heutigen Form umgestaltet. 2005 wurde eine 1,85 Meter hohe Bronzestatue des Namensgebers durch Angela Merkel auf der Nordseite des Platzes enthüllt. Sie stammt von der Künstlerin Helga Tiemann.
Durch das stadtplanerische Konzept der „autogerechten Stadt“ in den 1960er Jahren, das zum Teil einschneidende Umgestaltungen gewachsener Wohnviertel zur Folge hatte, war der Adenauerplatz ein Nebenprodukt dieser Planungen.
Alleiniger Geschäftsführer des Hotels Kurfürstendamm am Adenauerplatz war 1926 in Chemnitz geborene Hellmuth Groth, der Präsident der Gastronomischen Akademie Deutschlands.
Im Zentrum des Platzes befindet sich die Brunnenskulptur Säule in der Brandung von Brigitte und Martin Matschinsky-Denninghoff. Ebenfalls auf dem Adenauerplatz erinnert ein Gedenkstein an Mete Ekşi, der am 13. November 1991 an den schweren Verletzungen starb, die er hier bei einer gewalttätigen Auseinandersetzung zwischen Berliner Jugendlichen unterschiedlicher Herkunft erlitt. An der Ecke Kurfürstendamm 70/Lewishamstraße steht das schmalste Bürogebäude Berlins, das sogenannte „Handtuchhaus“. Es wurde von 1992 bis 1994 durch den Architekten Helmut Jahn erbaut.
Unter dem Platz befindet sich der gleichnamige U-Bahnhof der BVG. Parallel unterquert ein Straßentunnel in Nord-Süd-Richtung den Kurfürstendamm und den Adenauerplatz. Hier wird ein Großteil des Durchgangsverkehrs von der Brandenburgischen/Lewishamstraße vom Platz und der Kreuzung mit dem Kurfürstendamm abgeleitet.